# Gregor Reisch
Gregor Reisch (Balingen, Württemberg; c. 1467-Friburgo de Brisgovia, Baden; 9 de mayo de 1525) fue un monje cartujo, humanista y polígrafo alemán, famoso compilador de la Margarita philosophica (literalmente, "Perla filosófica"), una de las primeras enciclopedias modernas y la primera impresa.

## Biografía
En 1487 se convirtió en estudiante de la Universidad de Friburgo, en Baden, y recibió el grado de maestro en artes en 1489. A continuación, entró en la Orden de la Cartuja. Estuvo un tiempo en la Universidad de Heidelberg (1496-1498) bajo la protección y mecenazgo de Eitel Friedrich II, conde de Zollern, redactando su famosa Margarita. Entre 1500 y 1502 fue prior de Santa Margarita en Basilea y desde 1503 hasta casi su muerte vivió en la Cartuja de Friburgo. En la provincia renana de su orden se esforzó en combatir el luteranismo. Sus numerosos viajes le hicieron amigo de los humanistas europeos más célebres de su época, empezando por Erasmo de Róterdam; también Ulrich Zasius, el célebre predicador Johann Geiler von Kaisersberg y los alsacianos Mathias Ringmann, Beatus Rhenanus y Jakob Wimpfeling
1. ↑  Weber, Henri (1997). La historia de las ideas y las luchas de ideas: desde el siglo XIV hasta el siglo XV, desde Ramon Llull hasta Thomas More. (en francés). Honoré Champion. p. 717. ISBN 978-2852036727. Consultado el 08-11-2023.

. Tuvo por discípulo a Johann Eck, gran exponente de la Contrarreforma alemana. A causa de la fama que alcanzó por su gran saber, llegó a ser considerado poco menos que un oráculo y se constituyó en hombre de confianza del emperador Maximiliano I, de quien fue confesor.

## Obra
Su obra enciclopédica Aepitoma Omnis Phylosophiae alias Margarita Phylosophica... quedó terminada en 1496 pero no se imprimió hasta 1503, en Friburgo, y aun tuvo una segunda edición ampliada en Estrasburgo, 1504, que incluye una gramática hebrea por Conrad Pellicanus y nuevos grabados; sin embargo, se reimprimió sin interrupción hasta 1599, sumando en total diez ediciones. 
Se trata de la primera enciclopedia impresa que reúne el saber de todas las ciencias (Filosofías) organizado en doce libros.
Al libro primero sobre los rudimentos de la gramática le sigue uno entero dedicado a los principios de lógica. De la retórica se ocupará el libro tercero. Con ello se completa el grupo de saberes básicos que componían el Trivium, conforme a la versión más extendida de las artes liberales. El Quadrivium, las “cuatro vías” o caminos de las ciencias hacia la verdad, son representados por la Aritmética, la Geometría, la Astronomía y la Música. 
El libro XI ofrece una clasificación de las ciencias en la que se distingue entre ciencias teóricas y prácticas. A las teóricas pertenecen las ciencias reales (metafísica, matemática, física) y las ciencias racionales (gramática, retórica y lógica). Estas últimas proporcionan medios para estudiar otros campos de conocimiento, teniendo un carácter instrumental. De acuerdo con esta clasificación, la Margarita Philosophica comprende los principios de la Filosofía Racional (libros I-VII) Natural (VIII-X), y Moral (XI-XII) organizados en doce libros: 
- Libro I: Gramática
- Libro II: Lógica
- Libro III: Retórica
- Libro IV: Aritmética
- Libro V: Música
- Libro VI: Geometría
- Libro VII: Astronomía
- Libro VIII: Sobre los principios de las cosas naturales (Filosofía natural)
- Libro IX: Sobre el origen de las cosas naturales (Filosofía natural)
- Libro X: Acerca del Alma y sus capacidades.
- Libro XI: Sobre la naturaleza, origen e inmortalidad del alma intelectiva
- Libro XII: Ética (Filosofía Moral)

El contenido de la enciclopedia está expuesto en forma de diálogo entre un profesor y su alumno. La obra incluye tratados sobre música, medicina, astronomía, geometría, cosmografía, historia natural, fisiología, psicología y ética, completándose con numerosas xilografías explicativas y útiles índices. Su finalidad era la de ser un libro de texto práctico para estudiantes de escuelas superiores y su relativa brevedad lo volvió muy popular. De su novedad y actualización da fe el hecho de que incluyera los nuevos descubrimientos geográficos de portugueses y españoles.
Reisch publicó además en 1510 los estatutos y privilegios de la Orden de la Cartuja y ayudó a Erasmo de Róterdam en su edición de la Biblia Vulgata de san Jerónimo.